# Ulei de krill
Uleiul de krill este extras din specii de krill antarctic numit Euphausia superba. Uleiul de krill procesat este de obicei vândut ca supliment alimentar. Două dintre cele mai importante componente din uleiul de krill sunt acizi grași omega-3, similare celor din uleiul de pește, și fosfolipide derivate din acizi grași (PLFA), în principal fosfatidilcolina (alternativ denumită lecitină marină).
Studiile au arătat prezența rezidurilor toxice în krill antarctic și pește; cu toate acestea, Food and Drug Administration din SUA a acceptat avize de la producătorii de ulei de krill în care se declara că uleiul de krill și produsele derivate din acesta îndeplineasc standardele Recunoscute General ca fiind Sigure (GRAS), deși FDA în sine nu a testat produsele. Deși nu este o specie pe cale de dispariție, krillul antarctic este dieta de bază a multor specii oceanice, inclusiv balene și există unele îngrijorări de mediu și științifice că populația lor a scăzut dramatic, atât din cauza schimbărilor climatice cât și din cauza recoltării de către oameni.
Uleiul de krill este listat printre alimentele europene noi autorizate prin îndeplinirea limitelor specificate.

## Diferența dintre uleiul de krill și uleiul de pește
Uleiul de krill și uleiul de pește oceanic sunt bogate în acizi grași omega-3, în principal acid eicosapentaenoic (EPA) și acid docosahexaenoic (DHA). În timp ce ambele conțin unele EPA și DHA ca acizi grași liberi, uleiul de krill conține cantități deosebit de bogate de fosfolipide care conțin colină și o concentrație de fosfatidilcolină de 34 de grame la 100 de grame de ulei.  Colina din uleiul de krill este foarte biodisponibilă. Un studiu demonstrează că acizii grași omega-3 EPA și DHA din uleiul de krill legați ca fosfolipide au o absorbție cu 121% mai mare în comparație cu trigliceridele din uleiul de pește.
Uleiul de krill conține, de asemenea, un conținut apreciabil de astaxantină între 0,1 până la 1,5 mg/ml, în funcție de metodele de prelucrare, antioxidant care este responsabil pentru culoarea roșie a acestuia.